# Bjeliš
Bjeliš je naselje i industrijska zona u Slavonskom Brodu. 
Pripada MO Josip Juraj Strossmayer. Smješten je između gradske četvrti Mikrorajon i naselja Gornja Vrba u istočnome dijelu grada. Na jugu naselja je rijeka Sava, na zapadu rijeka Glogovica, a na sjeveru željeznička pruga Vinkovci - Zagreb. 

Na njegovom području nalaze se: 
- gradsko groblje
- riječna luka
- drvna industrija Slavonija DI
- poslovni sustav Vindon
- silos
- industrijska zona Bjeliš.